# Служба безпеки ОУН (б)
Служба безпеки ОУН (б) (СБ ОУН) — спеціальний внутрішній розвідувальний та контррозвідувальний підрозділ українського визвольного руху, створений 1940 року як окрема референтура проводу ОУН, для налагодження внутрішньої та зовнішньої розвідки, виявлення та ліквідації ворожої агентури, знищення функціонерів окупаційної влади, міжфракційної (супроти інших націоналістичних угруповань) боротьби, створення власної мережі інформаторів.

## Історія
Першим головою СБ був Микола Лебідь, другим — Микола Арсенич, який очолював службу впродовж шести років і найбільше доклався до її розбудови.

## Структура
Структура СБ чітко прив'язувалася до територіальних ланок ОУН. Референтури СБ створювалися на всіх рівнях організаційних клітин ОУН, починаючи від Проводу ОУН в Україні й закінчуючи районними. У кущових організаціях (нижча ланка) був штатний інформатор СБ (також — референт СБ), який виконував функції найнижчої ланки цієї структури. До штату кожної референтури СБ входили: 
- Референт СБ — здійснював загальне керівництво діяльністю підлеглих референтури, займався оперативною роботою, для якої вербував собі агентуру й інформаторів серед місцевого населення та агентури органів МДБ.
- Заступник референта (субреферент) СБ — допомагав референту та виконував його обов'язки у разі його відсутності.
- Комендант боївки СБ — керував бойовиками СБ.
- Слідчі СБ — розслідували обставини провалу учасників підпілля ОУН, факти співпраці місцевих мешканців та окремих членів ОУН з органами МДБ.
- Архіваріуси СБ — вели документацію СБ: картотеки агентури МДБ та підозрілих осіб, протоколи допитів та інші документи, пов'язані з діяльністю цієї структури.
- Бойовики боївки СБ — охороняли криївки, де працювали референти, слідчі СБ чи зберігалися документи. Займалися затриманням та доправленням підозрюваного до місця допиту, а також виконанням вироків.
- Інформатор СБ — збирав інформацію про рух підрозділів військ МДБ, поведінку мешканців населених пунктів, зустрічі оперативних співробітників МДБ із місцевим населенням тощо[2].

Була визначена штатна чисельність референтур. Так, надрайонна мала 22 одиниці гласного складу, 10 жандармів. На практиці ж, за умов бойових дій та підпілля, склад референтур не був постійним.
Після втрат, що їх зазнало підпілля ОУН у кінці 1945 — початку 1946 років, та зміни тактики підпілля ситуація кардинально змінюється. За браком кадрів боївки СБ перестали бути такими чисельними і нараховували не більше трьох-п'яти осіб на чолі зі своїм референтом.
Головним завданням СБ як спецслужби ОУН і УПА була розвідувальна і контррозвідувальна діяльність, захист визвольного руху від проникнення ворожої агентури, також вона виконувала каральні функції. Для знешкодження інформаторів та агентури НКВС СБ ОУН використовувала слідчий апарат та розбудовану мережу власної агентури. СБ ОУН проводила документування власної діяльності, складаючи протоколи, акти, інструкції та інші документи.
Завдання Служби безпеки: виявлення і ліквідація радянської агентури, яка занурюється до підпілля, створення агентурних позицій у радянських партизанських загонах, розкладницька робота серед них, підготовка агентури для вкорінення до органів радянської влади, державної безпеки і міліції. Апарат Служби безпеки здійснював контррозвідувальне забезпечення конспіративних ліній зв'язку. Всі вояки, незалежно від службового становища, зобов'язувалися співпрацювати зі Службою безпеки; командири і провідники, які приймали нових учасників УПА без попередньої перевірки їх Службою безпеки, прирівнювалися до «явних ворогів».
І Організація українських націоналістів (ОУН (б)) та її Служба безпеки, і карально-репресивні органи СРСР та створені ними спецгрупи в своїй діяльності постійно спирались на підпільні сітки своїх інформаторів та помічників і боролися з ворожою агентурою. Досить численній націоналістичній підпільній сітці ОУН органи НКВС і НКДБ протиставили свою мережу «антипідпілля», котра, попри таку ж конспіративність, була численнішою. На обліку органів НКВС західних областей України станом на 1 липня 1945 року перебувало 11 тисяч 214 осіб агентури, серед них 175 резидентів, 1 тисяча 196 агентів і 9 тисяч 843 інформатори. Агентурна мережа органів НКДБ була ще масштабнішою. Тільки за період з 1 січня 1945 по 1 липня 1946 року органи НКДБ завербували 596 агентів, 93 резидентів, 4 941 інформатора і 41 утримувача явочних і конспіративних квартир, — усього, сумарно, 5 тисяч 671 особу. Лише в Станіславській області станом на 25 липня 1946 року агентура НКДБ налічувала 6 тисяч 405 осіб; з них: 142 резиденти, 641 агент, 5 тисяч 572 інформаторів та 50 власників явочних і конспіративних квартир.
В історичній літературі описані випадки діяльності агентури НКВД, завербованої з місцевого населення. Так, наприклад, НКВД завербувало інформатором жительку одного з сіл — Іванну, котра працювала інспектором збирання податків. Їй видали документи інструктора районного відділу народної освіти, який займався обліком дітей шкільного віку, але насправді Іванна вела розвідку, збирала відомості про націоналістичне підпілля. Використовуючи її інформацію, НКВД здійснило ряд успішних операцій в декількох районах області. Пізніше вона стала дружиною начальника відділу Тернопільського обласного управління НКВС Олексія Соколова і, за заслуги в боротьбі з підпіллям, була нагороджена орденом «Знак Пошани».
Головною відмінністю «антипідпілля» від мережі ОУН, котра формувалась на добровільних засадах, було те, що агентура карально-репресивних органів вербувалася здебільшого за допомогою залякування потенційних провокаторів та сексотів або, значно рідше, за допомогою підкупу, незначного матеріального заохочення. Ставлення до агентури з обох боків протистояння також суттєво відрізнялося. Виявленого підпільника ОУН або симпатика зазвичай пробували перевербувати, а, в разі відмови, найчастіше відправляли в тюрму або на заслання і значно рідше розстрілювали чи піддавали смертній карі в інший спосіб. Натомість українські повстанці могли відпустити додому взятого у полон червоноармійця або «стрибка» (бійця винищувального батальйону), але дуже рідко залишали в живих викритих агентів та сексотів карально-репресивних органів СРСР. Так агент Дрогобицького обласного МДБ «Бульба» за домовленістю з начальником Бориславського МВ МДБ капітаном Г. Зубаковим, у якого «Бульба» перебував на зв'язку, повинен був з'явитися у міський військкомат і через резидента «Гормана» чи самому телефоном викликати капітана Григорія Зубакова у міський військкомат для особистої зустрічі. Однак «Бульба» почав телефонувати у МВ МДБ із місця своєї праці (товарна контора), не дотелефонувавшись, поїхав велосипедом на вокзал та із кімнати чергового зателефонував, після чого поїхав у військкомат, де мав зустріч із капітаном Зубаковим. Через іншу агентуру було встановлено, що в обох випадках, коли «Бульба» телефонував до МВ МДБ, у приміщенні перебували різні особи, які чули розмову, окремі з них співпрацювали з українським підпіллям. Після цього 8 травня 1948 року в с. Губичі (нині частина м. Борислав Львівської області) агента «Бульбу» було повішено. 
СБ боролась з радянською агентурою, завербованою з місцевих жителів, подібними до партизанського підпілля в Європі методами, яке боролось з нацистською чи комуністичною агентурою.
Мережа органів Служби безпеки будувалася відповідно до структури військово-адміністративного поділу УПА. Коменданту запілля підлягала референтура Служби безпеки, останній — референтури військових округ, військових надрайонів і районів. Робилися спроби запровадити певний штатний розклад референтур Служби безпеки військово-територіальних одиниць.
Для здійснення контррозвідувальних функцій застосовувалася «контррозвідча агентура», яка насаджувалася при всіх самостійних бойових підрозділах, підрозділах забезпечення і штабах із розрахунку одне оперативне джерело на рій (8—10 вояків). Повстанські підрозділи рясно інфільтрували контррозвідчою агентурою, оскільки агенти СРСР прагнули потрапити до ОУН та УПА для шпигунства та розкладання. Так, у сотнях «Негуса» і «Макса» з'єднання «Богун» (УПА «Північ») із 220 стрільців до інформаційної мережі Служби безпеки залучили 26 осіб.
Негативною стороною діяльності Служби безпеки УПА стали не раціональні оперативній обстановці фізичні «чистки» повстанців, котрі знекровлювали повстанський рух та полегшували його розкладення радянськими силовими структурами.. Критичні оцінки діяльності окремих референтів СБ робилися в самій УПА, зокрема з боку Д. Шумука.
Із кінця 1943 року Служба безпеки була виведена зі складу УПА і діяла в територіальній мережі підпілля ОУН (див. Боївка Служби безпеки). Надалі функції контррозвідки покладалися на 4-й (персональний) відділ штабів УПА.

### Терор СБ ОУН(б)
Терор — один із методів боротьби СБ ОУН(б) проти співробітників радянських силових органів на території Волині та Полісся. Його завдання полягали у фізичному знищенні ворога, залякуванні, демонстрації сили оунівського підпілля. СБ здійснювала замахи на діячів каральних органів СРСР. Схоплених міліціонерів та співробітників органів держбезпеки переважно жорстоко страчували, інколи терору зазнавали сім'ї співробітників радянських силових органів. Відомі випадки терористичних актів есбістів у формі червоноармійців, солдатів внутрішніх військ, прикордонників, міліціонерів і під виглядом «стрибків». Успішне проведення індивідуальних терактів проти радянських військових забезпечило можливість тривалого протистояння сильнішому та досвідченішому ворогу. СБ ОУН також нерідко чинила терор щодо підрозділів Андрія Мельника, Тараса-Бульби Боровця, підпільників та громадян, запідозрених у співпраці з радянськими органами. Як згадує сучасник тогочасних подій:

| «Найбільше запам'яталося нам бандерівське СБ (Служба Безпеки). Цих двох літер наші люди боялися не менше, як НКВД чи Гестапо, (...)» |
| |

Подібну інформацію про діяльність СБ можна знайти в мемуарах інших сучасників тогочасних подій.
Жорстокі методи й масові чистки, застосовані Службою безпеки ОУН(б), вбивства людей (які згодом виявилися невинними) були значною мірою спричинені провокативними діями з боку радянських спецслужб. Останні з допомогою сфальсифікованих документів, використання псевдобоївок або іншими доступними способами намагалися компрометувати підпільників та бійців УПА, викликаючи тим самим терор проти них із боку служби безпеки. Проблема терористичної діяльності ОУН на регіональному рівні вивчена недостатньо.

## Спецгрупи НКВС під виглядом боївок СБ ОУН
В радянських документах виявлені дані, що під виглядом боївок СБ орудували спецгрупи НКВС, котрі вбивали учасників націоналістичного підпілля та мирних громадян, запідозрених у співпраці з ОУН-УПА. Відтак, можна припускати, значну частину злочинів, які радянська та сучасна проросійська історіографія приписує СБ ОУН, фактично скоїли спецгрупи НКВС під виглядом та від імені структур СБ ОУН. Факти провокаційної діяльності спецгруп НКВС та злочини спецгруп НКВС також зафіксовані і у внутрішніх документах СБ ОУН.